# Papilio morondavana
Papilio morondavana is een vlinder uit de familie van de pages (Papilionidae). De wetenschappelijke naam van de soort is voor het eerst geldig gepubliceerd in 1891 door Henley Grose-Smith.